# Gżira United Football Club
Maillots
Le Gżira United Football Club est un club maltais de football basé à Il-Gżira, fondé en 1948.
Le meilleur classement du club en championnat est une troisième place, obtenue lors des saisons 1970-1971 et 2018-2019.

## Historique
- 1948 : fondation du club
- 1973 : 1re participation à une Coupe d'Europe (C2, saison 1973/74)
- 17 juillet 2019 : Lors du premier tour préliminaire, l'équipe réalise la surprise en réalisant un remontada pourtant perdants 2-0 à domicile face au Hajduk Split, l'équipe parvient à s'imposer 3-1 en Croatie grâce à un but de Koné à la 96e minute, l'équipe se fera toutefois éliminer par le FK Ventspils (défaite 4-0 en Lettonie) puis (match nul 2-2 à domicile), lors du 2e tour.

## Bilan sportif

### Palmarès
- Coupe de Malte
  - Vainqueur : 1973

- Championnat de Malte de football D2
  - Champion : 2016

### Bilan européen
Note : dans les résultats ci-dessous, le score du club est toujours donné en premier
| Saison    | Compétition             | Tour              | Club                    | Domicile | Extérieur | Total               |
| --------- | ----------------------- | ----------------- | ----------------------- | -------- | --------- | ------------------- |
| 1973-1974 | Coupe des coupes        | Premier tour      | SK Brann                | 0 - 2    | 0 - 7     | 0 - 9               |
| 2018-2019 | Ligue Europa            | Tour préliminaire | UE Sant Julià           | 2 - 1    | 2 - 0     | 4 - 1               |
| 2018-2019 | Ligue Europa            | Premier tour Q    | Radnički Niš            | 0 - 1    | 0 - 4     | 0 - 5               |
| 2019-2020 | Ligue Europa            | Premier tour Q    | Hajduk Split            | 0 - 2    | 3 - 1     | 3E - 3              |
| 2019-2020 | Ligue Europa            | Deuxième tour Q   | FK Ventspils            | 2 - 2    | 0 - 4     | 2 - 6               |
| 2021-2022 | Ligue Europa Conférence | Premier tour Q    | UE Sant Julià           | 1 - 1 ap | 0 - 0     | 1 - 1 (5 - 3 tab)   |
| 2021-2022 | Ligue Europa Conférence | Deuxième tour Q   | HNK Rijeka              | 0 - 2    | 0 - 1     | 0 - 3               |
| 2022-2023 | Ligue Europa Conférence | Premier tour Q    | Atlètic Club d'Escaldes | 1 - 1    | 1 - 0 ap  | 1 - 0               |
| 2022-2023 | Ligue Europa Conférence | Deuxième tour Q   | Radnički Niš            | 2 - 2    | 3 - 3 ap  | 5 - 5 (3 - 1 tab)   |
| 2022-2023 | Ligue Europa Conférence | Troisième tour Q  | Wolfsberger AC          | 0 - 4    | 0 - 0     | 0 - 4               |
| 2023-2024 | Ligue Europa Conférence | Premier tour Q    | Glentoran FC            | 2 - 2    | 1 - 1 ap  | 3 - 3 (14 - 13 tab) |
| 2023-2024 | Ligue Europa Conférence | Deuxième tour Q   | F91 Dudelange           | 2 - 0    | 1 - 2     | 3 - 2               |
| 2023-2024 | Ligue Europa Conférence | Troisième tour Q  | Viktoria Plzeň          | 0 - 2    | 0 - 4     | 0 - 6               |

Légende
- Victoire ou qualification pour le tour suivant
- Match nul
- Défaite ou élimination de la compétition